# Charlotte Auerbach
Charlotte Auerbach (14 mei 1899 - 17 maart 1994) was een Duitse geneticus, geboren in een Joodse familie.
Auerbach kreeg erkenning met haar ontdekking (samen met A.J. Clark en J.M. Robson) dat fruitvliegjes muteren als ze in aanraking komen met mosterdgas. Ze was grondlegger van het onderzoek naar mutagenesis.

## Academisch leven
Auerbach studeerde biologie, scheikunde, natuurkunde en bestudeerde de filosofie van David Hume in Berlijn, Würzburg en Freiburg. Vanwege het antisemitisme in haar vaderland vluchtte ze naar Groot-Brittannië, waar ze een PhD-student werd op het Institute of Animal Genetics van de Universiteit van Edinburgh.

## Familie
Charlotte was niet de enige in haar familie die naam maakte in de wetenschap. Haar grootvader was neuroanatoom Leopold Auerbach, die Auerbachs plexus ontdekte. Scheikundige Friedrich Auerbach was haar vader.

## Bekroningen

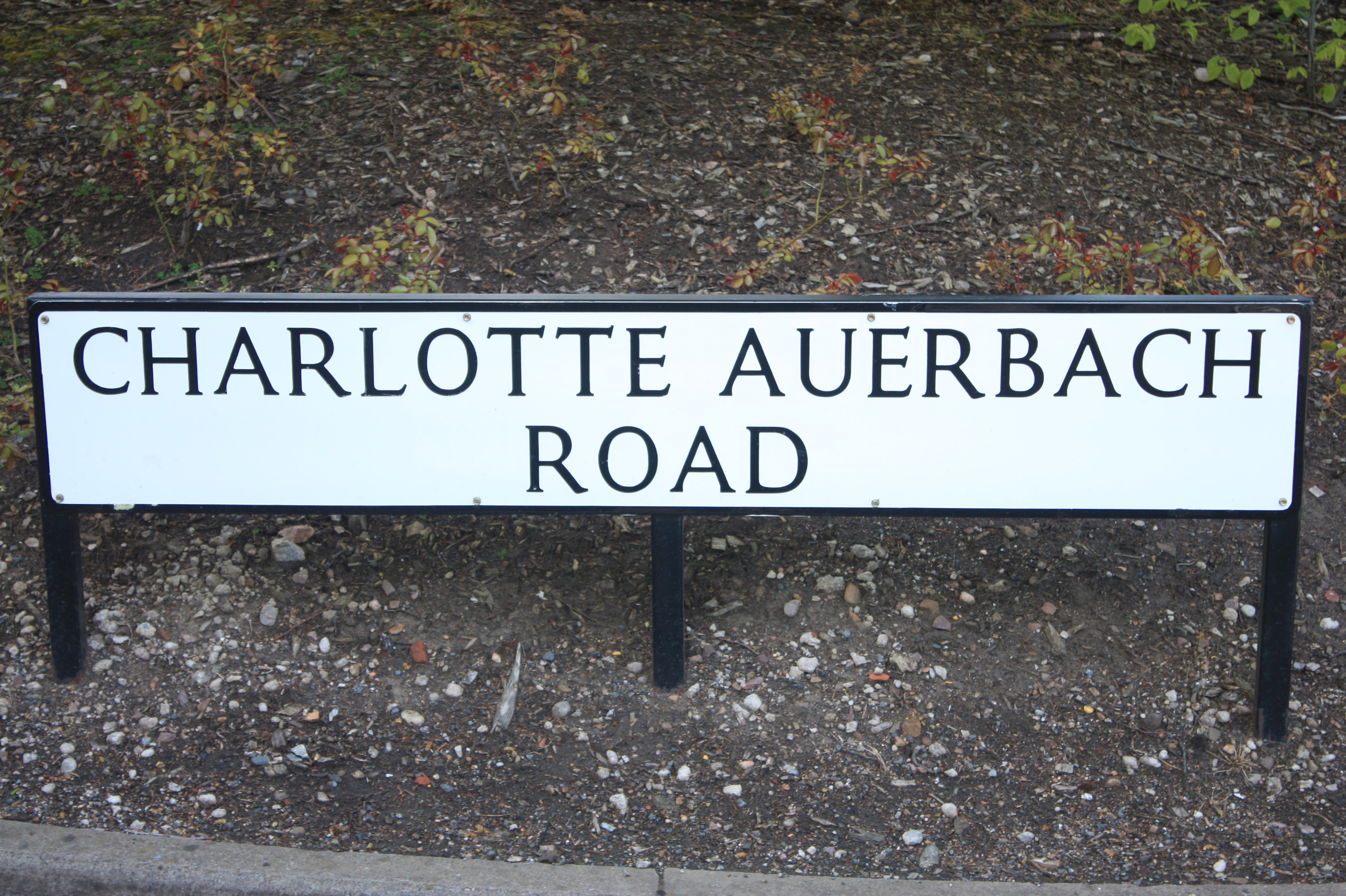
Charlotte Auerbach Road in Edinburgh

- Benoeming tot PhD op de Universiteit van Edinburgh (1935)
- Benoeming tot Doctor of Science op de Universiteit van Edinburgh (1947)
- Keith Prize of the University of Edinburgh (1948)
- Gekozen tot Fellow door de Royal Society van Edinburgh (1949)
- Gekozen tot Fellow of the Royal Society (1957)
- Erevoorzitterschap van de Unit of Mutagenesis Research op de Universiteit van Edinburgh (1959-1969)
- Toewijzing Persoonlijke Stoel op de Universiteit van Edinburgh (1967)
- Benoeming tot professor emeritus van de Universiteit van Edinburgh (1969)
- Darwin Medal (1976)

## Fictie
Onder het pseudoniem 'Charlotte Austen' bracht Auerbach in 1947 een sprookjesboek uit, genaamd Adventures with Rosalind.
- Bibsys: 2058785
- Gemeinsame Normdatei: 104638605
- International Standard Name Identifier: 0000 0001 1737 5579
- Library of Congress Control Number: n50058185
- Nationale Bibliotheek van Letland: 000047714
- Nationale Bibliotheek van Tsjechië: uk2007312619
- Nationale Bibliotheek van Israël: 987007278337405171
- Nationale Bibliotheek van Polen: a0000002079720
- Nederlandse Thesaurus van Auteursnamen: 071683410
- SNAC: w6w38b6s
- Virtual International Authority File: 2908149
- WorldCat: E39PBJyxjwCRQGq3FGJ6d63CwC